# Salto de Castro

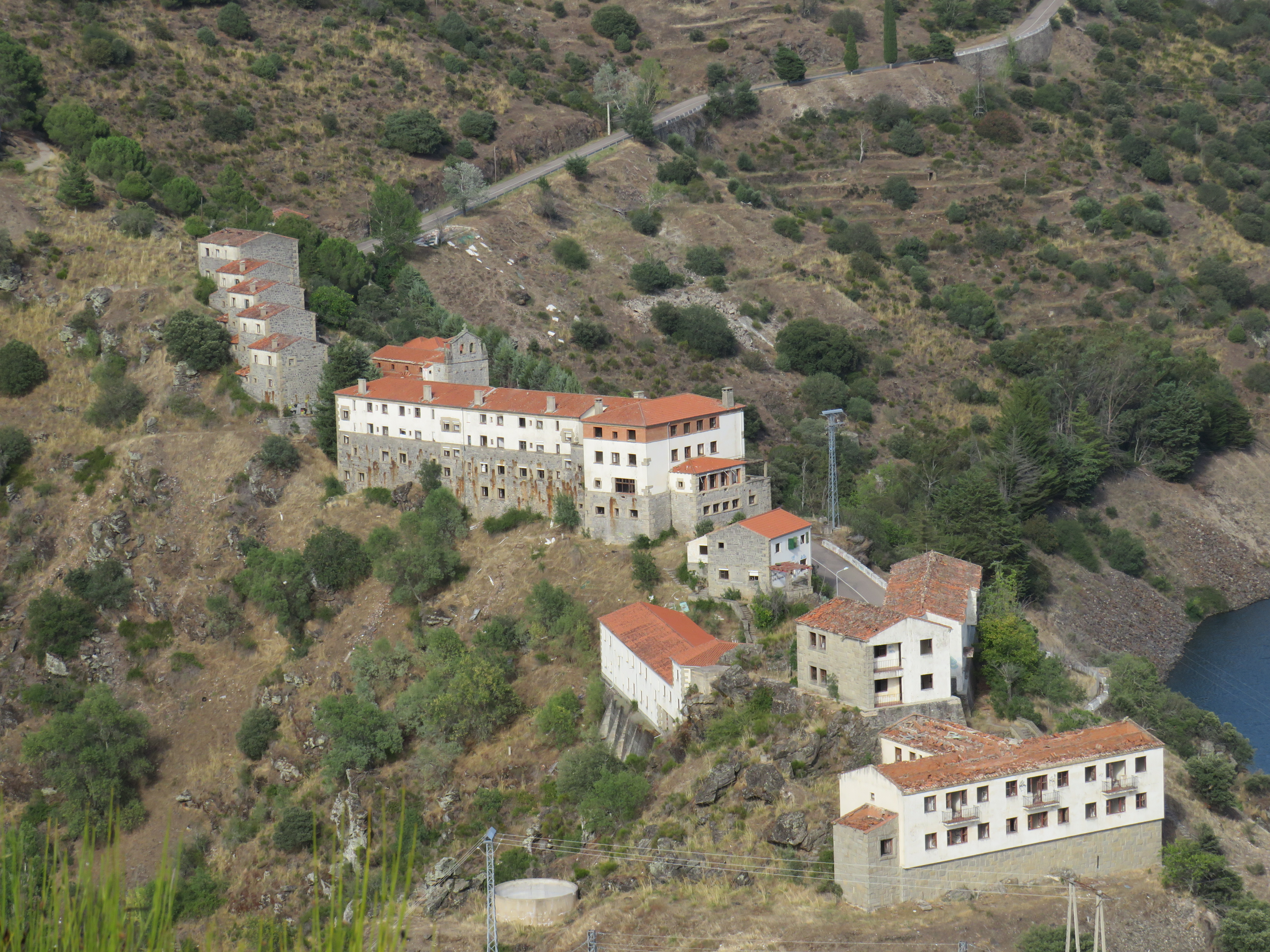
Blick auf Salto de Castro

Salto de Castro ist ein kleiner Ort in der spanischen Provinz Zamora der Autonomen Gemeinschaft Kastilien-León. Das Dorf auf 601 Meter Höhe gehört zur Gemeinde Fonfría.
Salto de Castro wurde in den 1950er Jahren von dem Unternehmen Iberduero gebaut, um den Arbeitern beim Bau der Talsperre Castro mit ihren Familien einen Wohnort zu bieten. Die heutige Wüstung hat seit 1989 keine Einwohner mehr.  
Das Dorf, das aus 44 Wohnungen, einem Hotel, einer Kapelle, einer Schule und einem Kasernengebäude der Guardia Civil besteht, wird seit Jahren zum Kauf angeboten.